# 新加坡永续发展与环境部
新加坡永续发展与环境部，縮寫為“MSE”，是新加坡政府辖下的部门，原名为新加坡環境與水資源部。它主要负责为新加坡国民提供优质的生活环境和维持新加坡的永续发展。
新加坡环境与水源部始建于1972年，当时是两个部门：国家环境局和公用事业局。它们主要负责确保生活环境的干净卫生，以及管理完整的水循环系统（采购，收集，净化，提供饮用）、生水处理、海水淡化、雨水排除。